# Overhammshof
Der Overhammshof ist ein Gebiet in Fischlaken, Essen. Das Gebiet liegt in einer landwirtschaftlich geprägten Region südlich der Ruhr; es ist von Landschaftsschutzgebieten umgeben. Es ist Standort der gleichnamigen Erstaufnahmeeinrichtung für Flüchtlinge.

## Geschichte

### Gutshof
Nördlich des ehemaligen Gewerbegebiets befindet sich der Hof Overhamm, der im 12. Jahrhundert erstmals erwähnt wurde. Zu ihm gehörten etwa 105 Morgen Wald, der Overhammsbusch. Das gesamte Gut gehörte ins abteilich-werdensche Sadelgut Viehausen.
Seit Januar 1828 ist der Overhammshof im Besitz der Familie Grotkamp. Der Hof Overhamm an der Hammer Straße ist im Zuge der Suburbanisierung seit 1980 auch ein Reiterhof.

### Kutel

Kutel-Logo

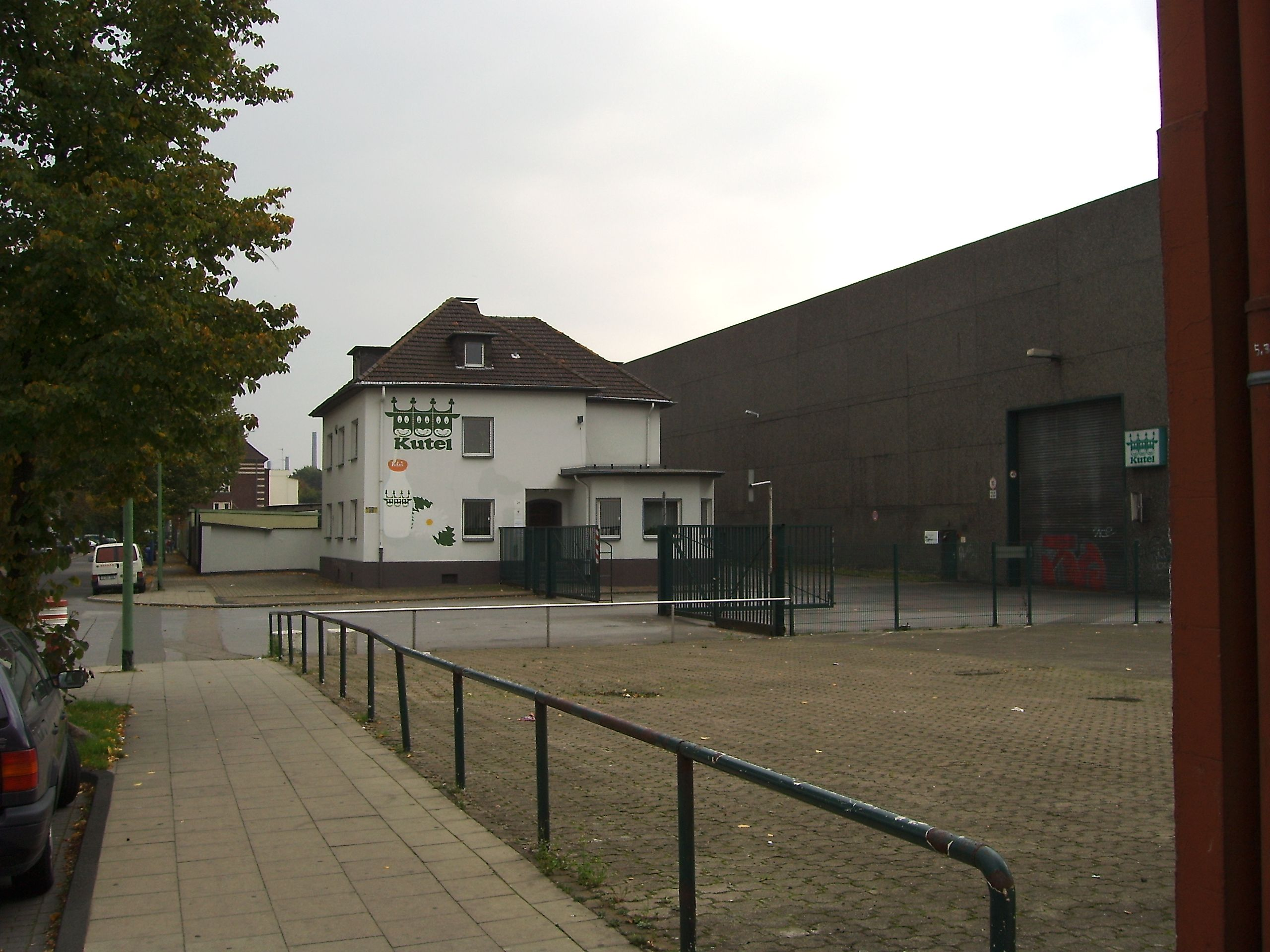
Molkerei der Rhein-Ruhr Milchhof eG Essen in Altenessen

Von 1967 bis 1990 befand sich im Bereich südlich der Hammer Straße der Molkereibetrieb Kutel. Er gehörte der Rhein-Ruhr Milchhof eG Essen.
In den 1960er Jahren, als Kleinbetriebe mit wenigen Tieren Existenzprobleme bekamen, taten sich über 100 Landwirte aus dem Ruhrtal zusammen, um auf freiem Feld am Overhammshof eine Stallanlage für bis zu 1000 Milchkühe samt Abfüllanlage und Verwaltungstrakt zu errichten. Vorbild waren dänische Anlagen. Die Bauern selbst wollten sich auf den Futteranbau und die Kälberzucht konzentrieren.
Es gab Ställe mit Freianlagen, Lagerhallen und das Melkkarussell, in dem die Kühe gemolken wurden. Der Name des Unternehmens war abgeleitet von Kuh-Hotel. Vorstandsvorsitzender war Wilhelm Mintrop. Ende Mai 1967 wurde das Richtfest gefeiert. Das Kutel war der größte Betrieb dieser Art in Europa. Seine Errichtung kostete rund vier Millionen DM.
Die Kutel-Milchflaschen aus Plastik, mit orangen, roten oder grünen Aluminiumdeckeln, waren im Handel erhältlich und wurden auch als Schulmilch in vielen Schulen angeboten. Das Logo bestand aus drei grünen stilisieren Kuhköpfen und ist auch heute noch an der Molkerei, die durch die Rhein-Ruhr Milchhof eG Essen in Altenessen betrieben wurde, sichtbar.
Die Molkerei am dortigen Palmbuschweg wurde etwa 2003 aufgegeben und hat sich nachfolgend zu einem Lost Place entwickelt. Eine Nutzung durch neue Eigentümer ist ungeklärt.
Zu den Produkten zählten (normalerweise 0,5 Liter, auch 1 Liter): Vorzugsmilch 3,7 % Fett, Goldmilch 1,8 % Fett und Kakao.
Der Molkereibetrieb war jahrelang beliebtes Ausflugsziel. Besuchergruppen und Schulklassen konnten von einer Galerie dem Melken der Kühe zuschauen. Angeschlossen war ein Trimm-dich-Pfad, ein Kinderspielplatz mit Ponyreitgelegenheit sowie ein Restaurant mit 220 Sitzplätzen. Außerdem gab es einen Fabrikverkauf.
1990 erfolgte die Schließung des Betriebes auf dem Gelände im Essener Süden. Die Marke Kutel gehörte später zu Campina.

### Flüchtlingsheim 1990–2004
Im Jahr 1990 errichtete man auf dem Gelände eine Massenunterkunft für Roma mit 86 Wohncontainern. Die Unterbringung fernab jeder Infrastruktur, mit Stacheldraht, Flutlichtanlage und videoüberwacht, empfand man als menschenunwürdig. Von den etwa 900 in der Nähe lebenden Roma, hauptsächlich jugoslawische Staatsangehörige, die von der Abschiebung bedroht waren, wurden fast 700 dort untergebracht. Pro Asyl und der Flüchtlingsrat Essen übergaben am 23. Juni 2004 dem Oberbürgermeister Wolfgang Reiniger eine Unterschriftensammlung, in denen Bürger die Schließung der Anlage forderten.
Nachdem bereits Ende 2003 die Videoanlage abgebaut war, aber dennoch mit Renovierungen begonnen wurde, löste man das Flüchtlingslager Mitte 2004 auf. Im Oktober 2005 wurden die Container des Übergangswohnheims nach Belgrad gebracht.
Die damalige Busbetreiber EVAG (seit September 2017 Ruhrbahn) benannte die angrenzende Haltestelle der Buslinie 180 zum Fahrplanwechsel im Januar 2003 von Kutel in Overhammshof um.

### Weitere Nachnutzungen

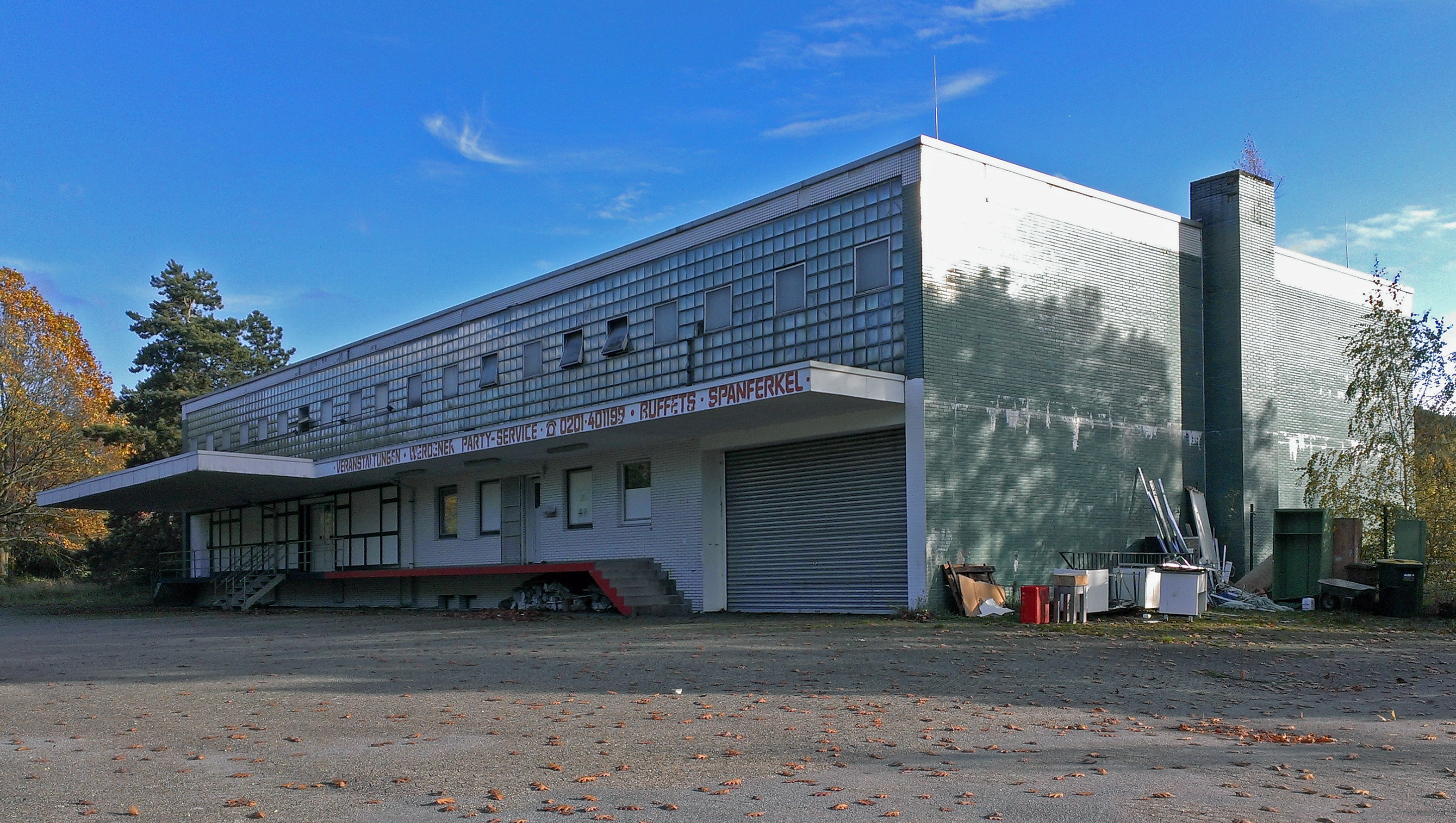
Hauptgebäude des Kutel-Geländes 2013, zwischenzeitlich auch Sitz eines Party-Service, im März 2015 abgerissen

Im Anschluss ließ sich ein Werdener Party-Service hier nieder, später waren auch ein Landschaftsbaubetrieb und einige Indoor-Trödelmärkte ansässig.

### Erstaufnahmeeinrichtung seit 2016
Nach Beschluss der Stadt Essen wurden im März 2015 die auf dem Gelände befindlichen Gebäude abgerissen. Im Mai des Jahres begann man auf dem freien Gelände von 40.000 Quadratmeter Größe mit dem Bau der Erstaufnahmeeinrichtung am Overhammshof für Flüchtlinge. Sie ist eine Einrichtung des Landes Nordrhein-Westfalen. Als Kosten wurden 27 Millionen Euro projektiert.
Die Entscheidung des Essener Stadtrats wurde unter anderem von den Grünen und den Linken kritisiert, die die abgelegene Lage kritisierten. Kritisiert wurde von den Linken die hohe Personenzahl von 800 Flüchtlingen, die eine ausreichende Intimsphäre, Hygiene- und Versorgungsstandards, Kinderbetreuung, sozialarbeiterische Betreuung fragwürdig erscheinen ließen.
Im Januar 2016 wurde die Anlage bezogen.

## Verkehrsanbindung
Die VRR-Buslinie 180 der Ruhrbahn bietet Verbindungen in Richtung Kupferdreh und Werden.
| Linie | Verlauf | Takt (Mo–Fr) |
| ----- | --- | ------------ |
| 180   | Kettwiger Markt – Kettwig – Schuirweg – Werden – Werdener Markt – Heidhausen Am Schwarzen – Hespertal – Dilldorf – Kupferdreh – Burgaltendorf Burgruine Verkehrt ab teilweise weiter Burgaltendorf als Linie 159 zur Schwimmbrücke. | 30 min       |